# 팅커러
팅커러(영어: Tinkerer)는 마블 코믹스의 슈퍼빌런 캐릭터이다. 본명은 피니어스 메이슨(Phineas Mason)으로, 주로 스파이더맨의 악당으로 등장하며 천재적인 과학 지식으로 여러 기계 장비와 무기를 만들어낸다. 1963년 4월 《어메이징 스파이더맨》 2호에 처음 등장했고, 스탠 리와 스티브 딧코가 공동 창작하였다.

## 담당 배우

### 영화
- 스파이더맨: 홈커밍(2017) - 마이클 처너스

## 담당 성우

### TV 애니메이션
- 스펙태큘러 스파이더맨(2008) - 톰 애드콕스허낸데즈
- 얼티밋 스파이더맨(2012) - 트로이 베이커

### 비디오 게임
- 스파이더맨: 웹 오브 쉐도우(2008) - 윌리엄 우테이
- 마블 얼티밋 얼라이언스 2(2009) - 필립 닥터
- 스파이더맨: 섀터드 디멘션즈(2010) - 짐 커밍스